# Gladiolus venustus
Gladiolus venustus är en irisväxtart som beskrevs av Gwendoline Joyce Lewis. Gladiolus venustus ingår i släktet sabelliljor, och familjen irisväxter. Inga underarter finns listade i Catalogue of Life.